# Missile FC
El Missile Football Club es un equipo de fútbol de Gabón que juega en la Primera División de Gabón, la liga de fútbol más importante del país.

## Historia
Fue fundado en el año 2003 en la capital Libreville como el equipo representante de la fuerza defensiva militar del país, y es un equipo con un pasado muy nuevo y ha salido campeón de liga por primera vez en la temporada 2010-11 y jugará su primer torneo internacional en la Copa Confederación de la CAF 2011.

## Palmarés
- Primera División de Gabón : 1

2010-11.

## Participación en competiciones de la CAF
| Temporada | Torneo                       | Ronda      | Club                   | Casa | Visita | Global      |
| --------- | ---------------------------- | ---------- | ---------------------- | ---- | ------ | ----------- |
| 2011      | Copa Confederación de la CAF | Preliminar | AS Inter Star          | 4-0  | 0-1    | 4-1         |
| 2011      | Copa Confederación de la CAF | 1          | Al-Nil Al-Hasahesa     | 2-1  | 1-1    | 3-2         |
| 2011      | Copa Confederación de la CAF | 2          | JS Kabylie             | 3-0  | 0-3    | 3-3 (0-3 p) |
| 2012      | Liga de Campeones de la CAF  | Preliminar | Africa Sports National | 3-2  | 0-2    | 3-4         |